# Etne kommun
Etne kommun (norska: Etne kommune) är en kommun i landskapet Sunnhordland i Vestland fylke i västra Norge. Ungefär hälften av kommuninvånarna bor i tätorterna Etne och Skånevik. Den viktigaste näringen i Etne kommun är jordbruk. Den 30 kilometer långa Åkrafjorden sträcker sig genom kommunen.
I Etne kommun finns det drygt 600 meter höga och 70 meter breda vattenfallet Langfossen.

## Administrativ historik
Etne kommun upprättades den 1 januari 1838 (som Etne formannskapsdistrikt) när Formannskapslovene från 1837 trädde i kraft. Kommunen omfattade då den södra delen av nuvarande Etne kommun (Etne socken).
Den 1 januari 1965 gick en del av Skåneviks kommun (området söder om Skånevikfjorden/Åkrafjorden samt ett område på norra sidan öster om Åkra) upp i Etne kommun. Kommunen ökade då från 2 449 invånare före sammanslagningen till 3 942 invånare efter.

## Tätorter
I Etne kommun finns två tätorter:
- Etne (centralort)
- Skånevik

## Socknar
Inom Norska kyrkan är Etne kommun indelad i två socknar:
- Etne socken
- Skåneviks socken

Socknarna ingår i Sunnhordlands prosteri i Bjørgvins stift.

## Bilder

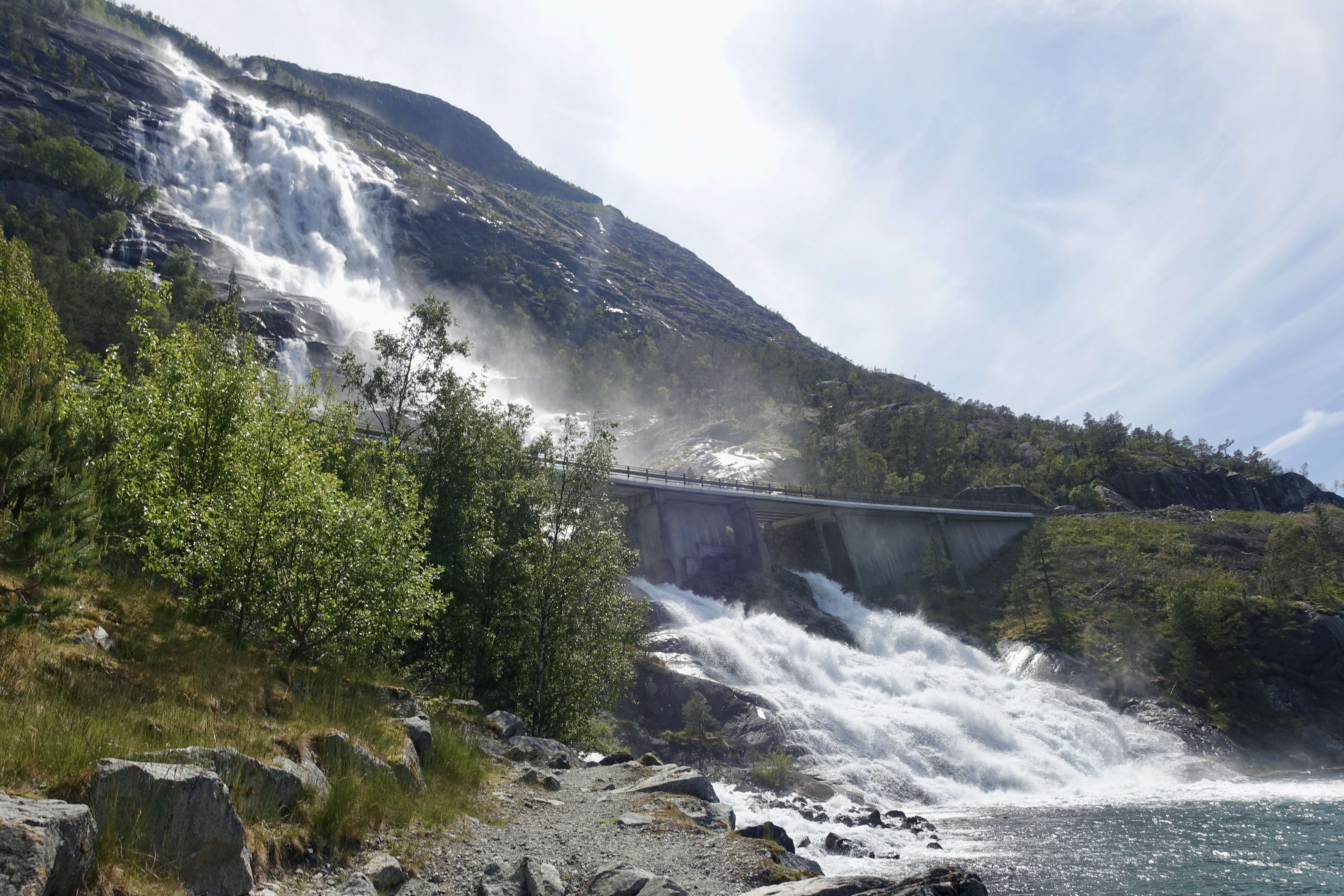
Langfossen.
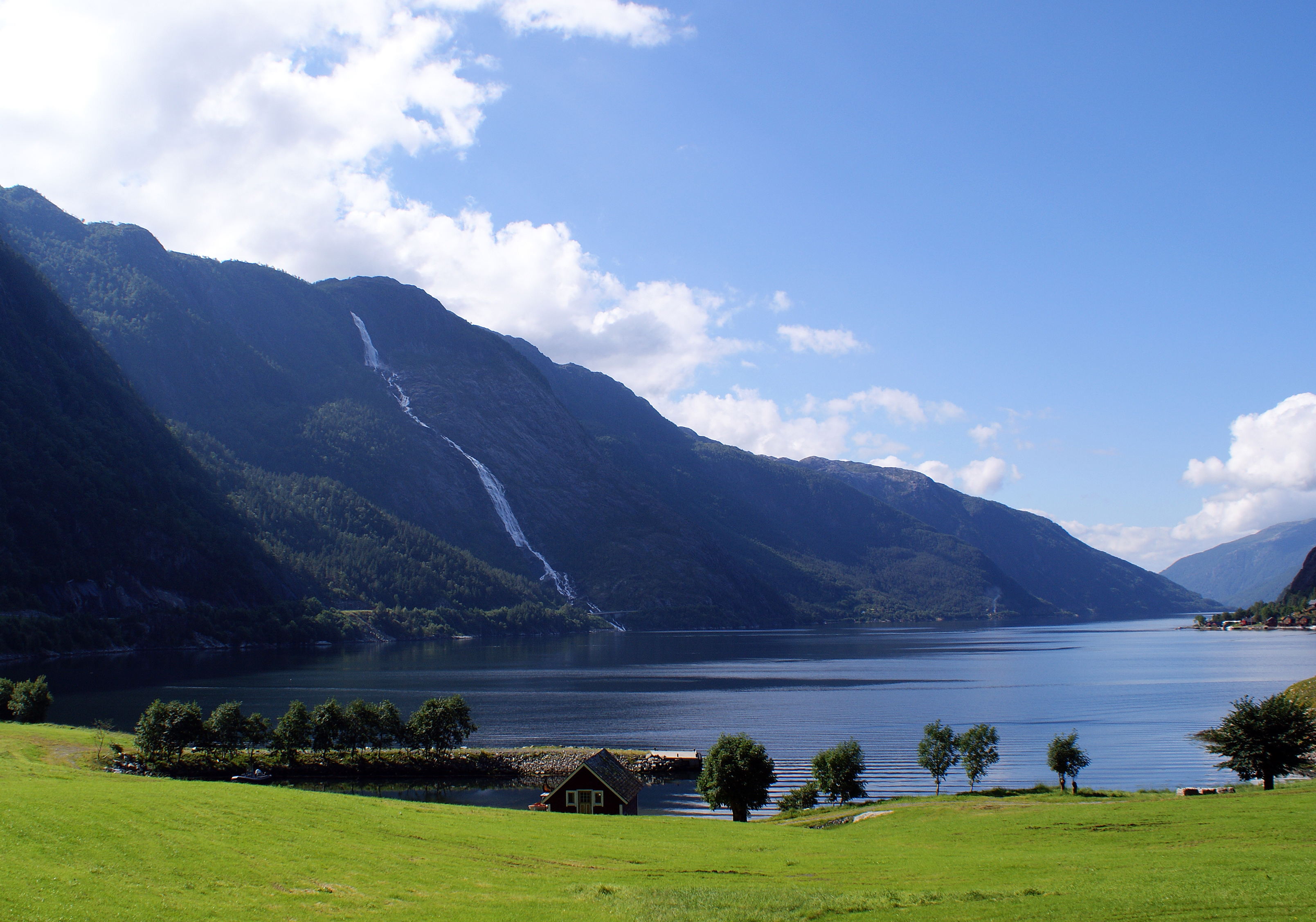
Åkrafjorden med Langfossen sedda från Eljarvik.
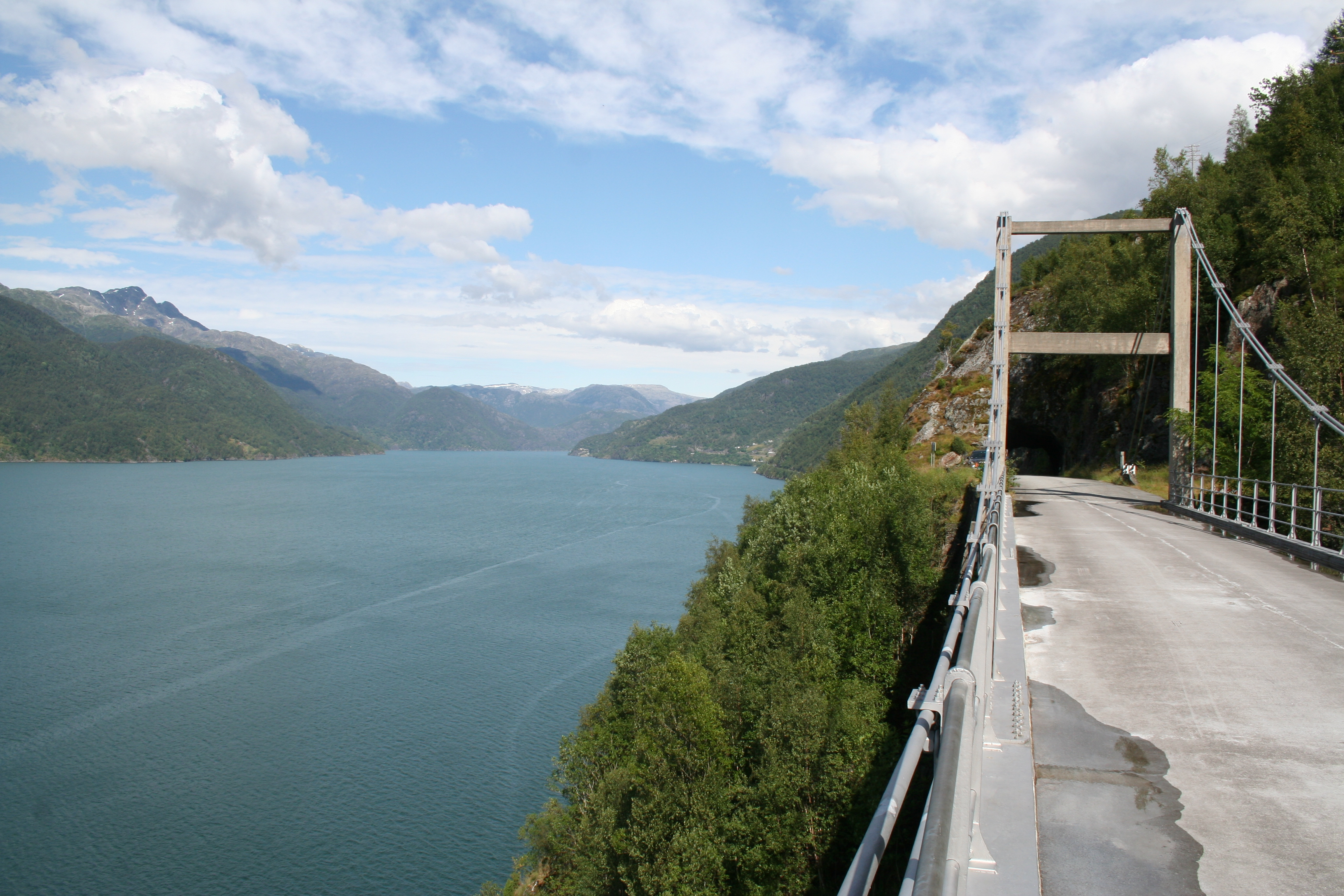
Bron över Trollagjuvet vid Åkrafjorden.
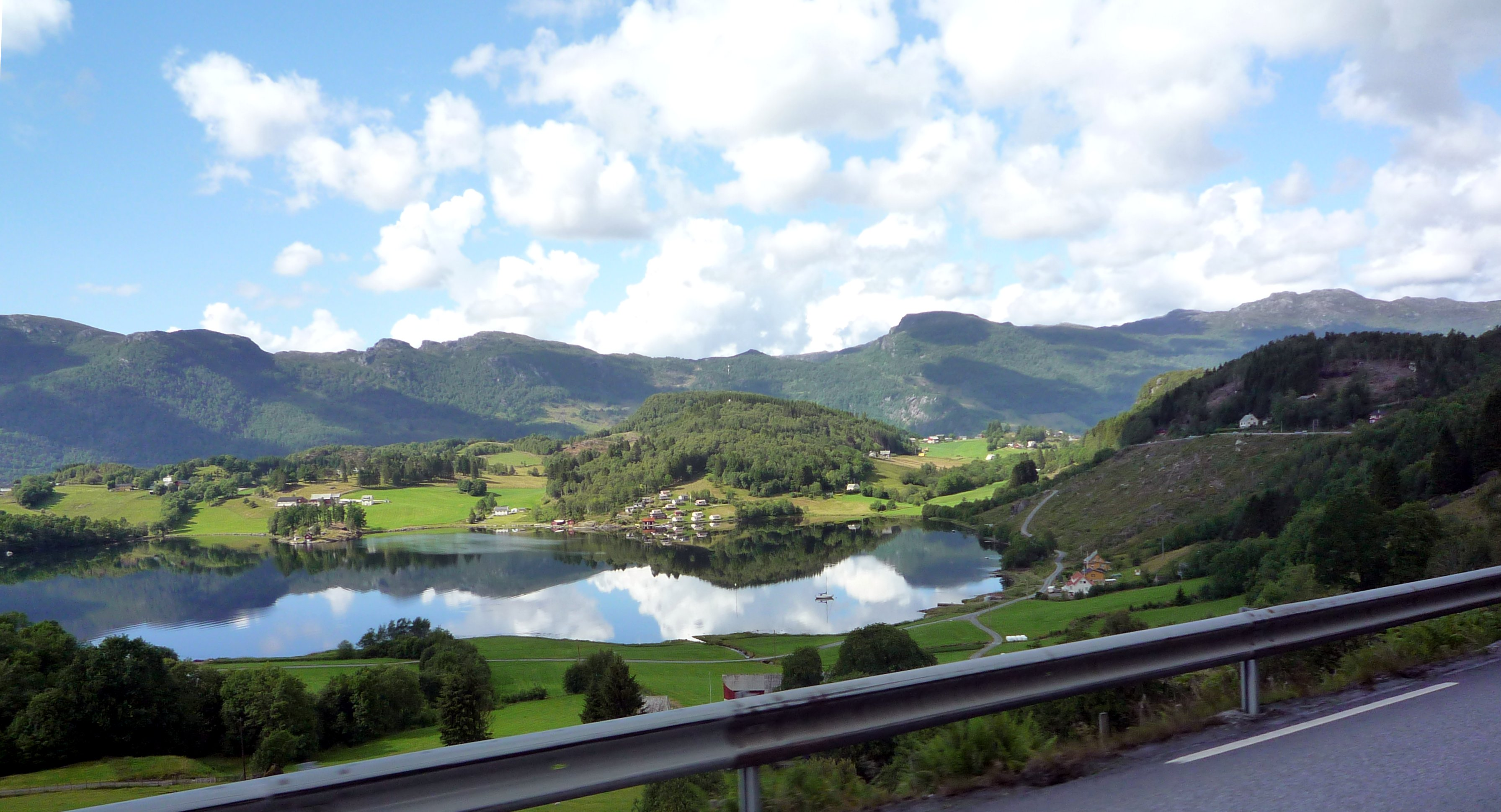
Etnefjorden.